# 阿尔弗耶 (谢尔省)
阿尔弗耶（法語：Arpheuilles，法語發音：[aʁfœj]）是法国谢尔省的一个市镇，属于圣阿芒蒙龙区。

## 地理
阿尔弗耶（46°46'57"N, 2°33'38"E）面积48.01 平方千米，位于法国中央-卢瓦尔河谷大区谢尔省，该省份为法国中部省份，北起卢瓦雷省，西接卢瓦-谢尔省和安德尔省，南至克勒兹省，东南接阿列省，东临涅夫勒省。
与阿尔弗耶接壤的市镇（或旧市镇、城区）包括：谢尔省沙朗通、梅扬、帕尔奈、勒蓬迪、聖阿芒蒙龍、圣皮埃尔莱塞蒂约、韦尔讷伊。

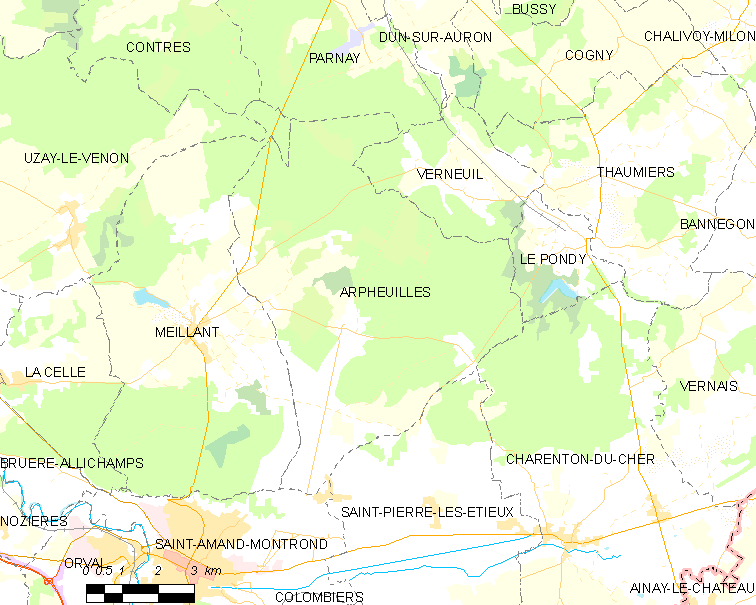
的OSM定位图

阿尔弗耶的时区为UTC+01:00、UTC+02:00（夏令时）。

## 行政
阿尔弗耶的邮政编码为18200，INSEE市镇编码为18013。

## 政治
阿尔弗耶所属的省级选区为欧龙河畔丹县。

## 人口

1962-2008年间人口变化图示

阿尔弗耶于2022年1月1日时的人口数量为301人。